# Belmont Park
Belmont Park är en hästkapplöpningsbana i Elmont i New York i USA, precis öster om staden New York. Banan öppnades den 4 maj 1905.
Belmont Park arrangerar vanligtvis tävlingar från slutet av april till mitten av juli (känd som vårmeetinget), och från mitten av september till slutet av oktober (höstmeetinget). Banan är mest känd för att arrangera Belmont Stakes i början av juni, det tredje (och även ansett som svåraste) löpet av Triple Crown, med smeknamnet Test of the Champion.
Tillsammans med Saratoga Race Course i Upstate New York, Keeneland och Churchill Downs i Kentucky, och Del Mar och Santa Anita i Kalifornien, anses Belmont vara en av de bästa galoppbanorna i Nordamerika.